# Quartzsite
Quartzsite és una població dels Estats Units a l'estat d'Arizona. Segons el cens del 2007 tenia 3.497 habitants.

## Demografia
Segons el cens del 2000, Quartzsite tenia 3.354 habitants, 1.850 habitatges, i 1.176 famílies La densitat de població era de 35,7 habitants/km².
Dels 1.850 habitatges en un 5% hi vivien nens de menys de 18 anys, en un 59% hi vivien parelles casades, en un 2,9% dones solteres, i en un 36,4% no eren unitats familiars. En el 31,5% dels habitatges hi vivien persones soles el 19,1% de les quals corresponia a persones de 65 anys o més que vivien soles. El nombre mitjà de persones vivint en cada habitatge era d'1,81 i el nombre mitjà de persones que vivien en cada família era de 2,18.
Per edats la població es repartia de la següent manera: un 5,7% tenia menys de 18 anys, un 1,8% entre 18 i 24, un 7,7% entre 25 i 44, un 29,9% de 45 a 60 i un 54,9% 65 anys o més.
L'edat mediana era de 66 anys. Per cada 100 dones de 18 o més anys hi havia 101,9 homes.
La renda mediana per habitatge era de 23.053 $ i la renda mediana per família de 26.382 $. Els homes tenien una renda mediana de 20.313 $ mentre que les dones 16.080 $. La renda per capita de la població era de 15.889 $. Aproximadament el 7,8% de les famílies i el 13,5% de la població estaven per davall del llindar de pobresa.

## Poblacions més properes
El següent diagrama mostra les poblacions més properes.